# 迪特基夫齊 (利維夫州)
50°4′48″N 25°11′13″E / 50.08000°N 25.18694°E
迪特基夫齊（羅馬化：Ditkivtsi）是烏克蘭西部的村莊，隸屬利維夫州的佐洛奇夫區。該村始建於1550年，面積1.33平方公里，2001年人口523，人口密度每平方公里393.53人。